# 아바차강

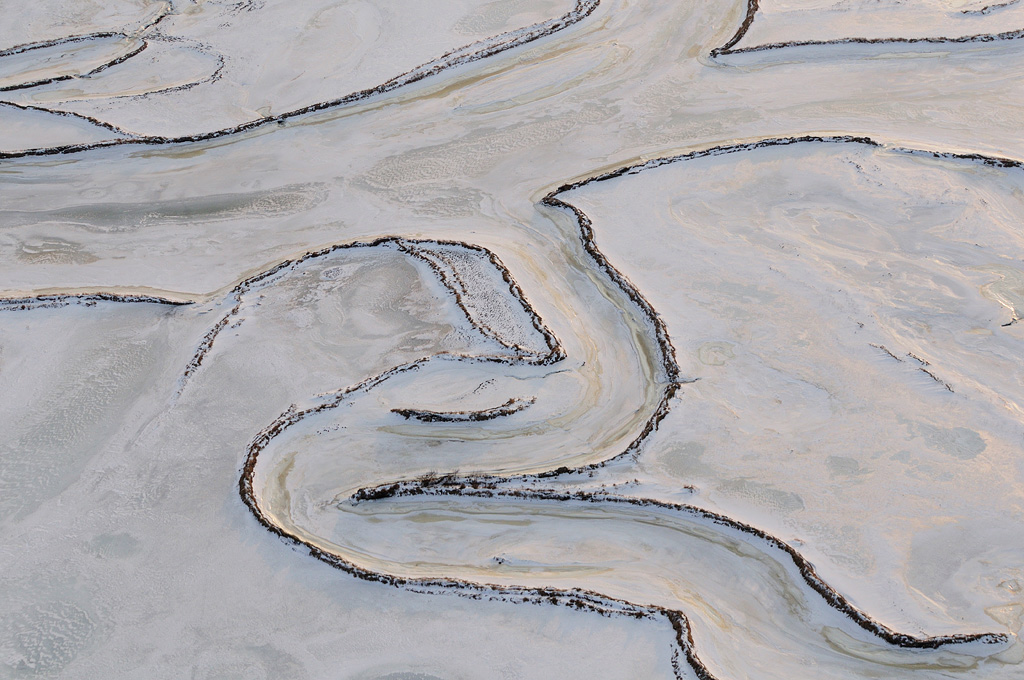

아바차강(러시아어: Авача)은 러시아 캄차카반도 남서부를 흐르는 강이다. 아바차만으로 흘러들어간다.
아바차강에 접한 도시는 옐리조보(페트로파블롭스크캄차츠키의 공항 지역)이다.